# Pioneer DJ
Pioneer DJ es una marca de productos para DJ, incluyendo reproductores multimedia, controladores de DJ, tocadiscos, mesas de mezclas DJ, auriculares, unidades de efectos y altavoces. Originalmente parte de Pioneer Corporation, la compañía se independizó en 2014 como Pioneer DJ Corporation, y ha producido numerosos productos estándar en la industria del DJ. Se estima que la compañía tiene una cuota de mercado del 60% en el sector del DJ. Pioneer DJ Corporation cambió su nombre corporativo a AlphaTheta Corporation el 1 de enero de 2020. Sus marcas y nombres comerciales, incluido Pioneer DJ, no se vieron afectados por este cambio. En enero de 2024, se anunció que nuevos productos se lanzarían bajo la marca AlphaTheta, junto con Pioneer DJ.

## Historia

### Antecedentes
En 1937, Nozomu Matsumoto desarrolló el Pioneer A-8, el primer altavoz dinámico fabricado en Japón con componentes originales. Al año siguiente, Matsumoto fundó la empresa Fukuin Shokai Denki Seisakusho, un taller de reparación de radios y altavoces en Osaka, Japón. En mayo de 1947, Fukuin Denki se constituyó como sociedad, y en junio de 1961, el nombre de la compañía cambió a Pioneer Electronic Corporation.

### Pioneer Corporation
En 1994, Pioneer lanzó el primer CDJ del mundo, el CDJ-500, un reproductor de CD de carga superior diseñado para uso profesional de DJ, con función de cue en directo, looping, capacidad de ajustar el tempo sin alterar el tono y un rudimentario jog dial que permitía al usuario avanzar o retroceder la pista. La compañía introdujo una mesa de mezclas DJ complementaria, la DJM-500, con efectos integrados que podían sincronizarse con el BPM de la música. En 1998, Pioneer presentó los CDJ-100s, los primeros CDJ con efectos controlables mediante jog wheel.
En 2001, la compañía introdujo el CDJ-1000 con "Vinyl Mode", que permitía al usuario manipular un plato sensible al tacto como si fuera vinilo en un tocadiscos para ralentizar o acelerar una pista musical, o incluso hacer scratching. El CDJ-1000 también introdujo los 'cue points', que permitían al usuario establecer marcadores en una pista y recuperarlos. Estas nuevas características, combinadas con la mayor disponibilidad de música en CD, así como la facilidad comparativa de transportar y almacenar CDs frente al vinilo, pronto convirtieron al CDJ-1000 en un estándar de la industria en clubes nocturnos de todo el mundo.
En 2004, Pioneer introdujo el DVJ-x1, la primera mesa de DJ de vídeo (capaz de leer DVDs y emitir vídeo).
En 2009, Pioneer lanzó la primera versión de Rekordbox, un software de DJ basado en computadora desarrollado para Pioneer por Mixvibes y controlable por el recién lanzado CDJ-2000, que popularizó el DJing sin medios físicos. Permitía a los DJs crear y gestionar listas de reproducción dentro del software, antes de exportarlas a dispositivos de almacenamiento compactos como memorias USB o tarjetas SD. Las listas de reproducción podían cargarse al instante en los reproductores CDJ en un entorno en vivo. Rekordbox se desarrolló rápidamente, y para 2015 ya era capaz de realizar sesiones de DJ completas en un portátil controlado por el recién lanzado sistema XDJ-RX.

### Pioneer DJ
En septiembre de 2014, con una cuota de mercado estimada del 60% en el sector DJ, Pioneer Corporation anunció que vendería el 86% de su negocio de equipos DJ al fondo de inversión KKR por aproximadamente 59 mil millones de yenes (550 millones de dólares), completándose la venta en marzo de 2015, estableciéndose así Pioneer DJ Corporation.
En 2016, Pioneer DJ introdujo el CDJ-2000NXS2, que se estableció como el nuevo estándar de la industria, apareciendo en la mayoría de los riders de eventos importantes y clubes nocturnos de todo el mundo.
En 2020, el nombre de la empresa matriz de Pioneer DJ cambió a AlphaTheta Corporation. En marzo de ese año, KKR y Pioneer Corporation vendieron sus respectivas participaciones en AlphaTheta Corporation a la holding japonesa Noritsu.
El 23 de enero de 2024, AlphaTheta Corporation confirmó que nuevos productos serían anunciados bajo la marca AlphaTheta, separada de Pioneer DJ.

## Reproductores DJ / Tocadiscos

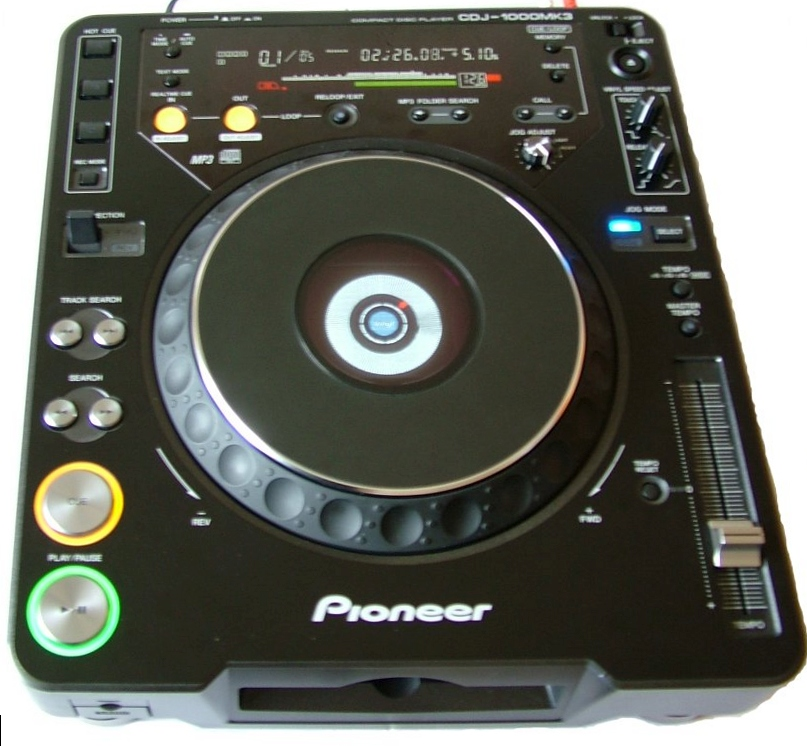
CDJ-1000MK3 (2006)

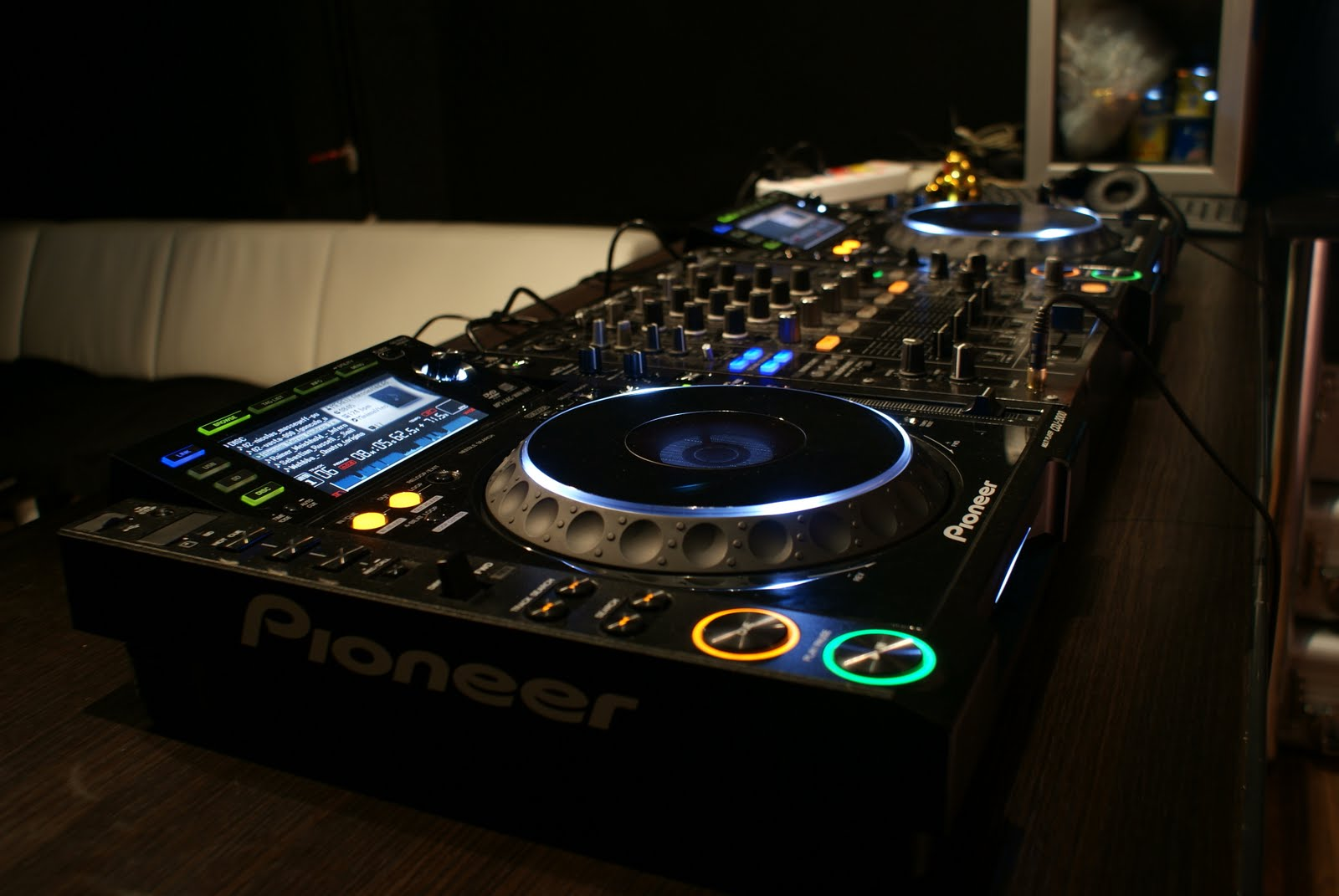
El CDJ-2000 (primer dispositivo en la fila, con jog dial negro en el centro), un reproductor de CD diseñado por Pioneer DJ. Detrás se ve una mesa de mezclas DJM-800.

| Modelo               | Año  |
| -------------------- | ---- |
| CDJ-50 / CDJ-500     | 1994 |
| CDJ-30 / CDJ-300     | 1995 |
| CDJ-500G             | 1995 |
| CDJ-50II / CDJ-500II | 1996 |
| CDJ-500S             | 1997 |
| CDJ-100S             | 1998 |
| CDJ-500II-LTD        | 1998 |
| CMX-5000             | 2000 |
| CMX-3000             | 2001 |
| DMP-555              | 2002 |
| MEP-7000             | 2008 |
| SEP-C1               | 2008 |
| CDJ-200              | 2005 |
| CDJ-400-K-LTD        | 2009 |
| CDJ-350              | 2010 |
| DVJ-1000             | 2006 |
| CDJ-1000             | 2001 |
| DVJ-X1               | 2003 |
| CDJ-1000MK2          | 2003 |
| CDJ-1000MK3          | 2006 |
| CDJ-400              | 2007 |
| CDJ-700S             | 1997 |
| CDJ-350-W            | 2011 |
| CDJ-800              | 2002 |
| CDJ-800MK2           | 2006 |
| CDJ-900NXS           | 2013 |
| CDJ-2000NXS-M-LTD    | 2013 |
| CDJ-850-W            | 2012 |
| CDJ-850-K            | 2012 |
| CDJ-350-S            | 2012 |
| CDJ-2000-W-LTD       | 2012 |
| MEP-4000             | 2011 |
| CDJ-850              | 2010 |
| CDJ-900              | 2009 |
| CDJ-2000             | 2009 |
| CDJ-2000NXS          | 2012 |
| CDJ-2000NXS2         | 2016 |
| CDJ-2000NXS2-W-LTD   | 2017 |
| CDJ-TOUR1            | 2016 |
| CDJ-3000             | 2020 |
| PLX-500              | 2016 |
| PLX-1000             | 2014 |
| PLX-1000-N           | 2015 |
| PLX-CRSS12           | 2023 |
| XDJ-1000             | 2014 |
| XDJ-700              | 2015 |
| XDJ-1000MK2          | 2016 |

## Controladores DJ (lista incompleta)

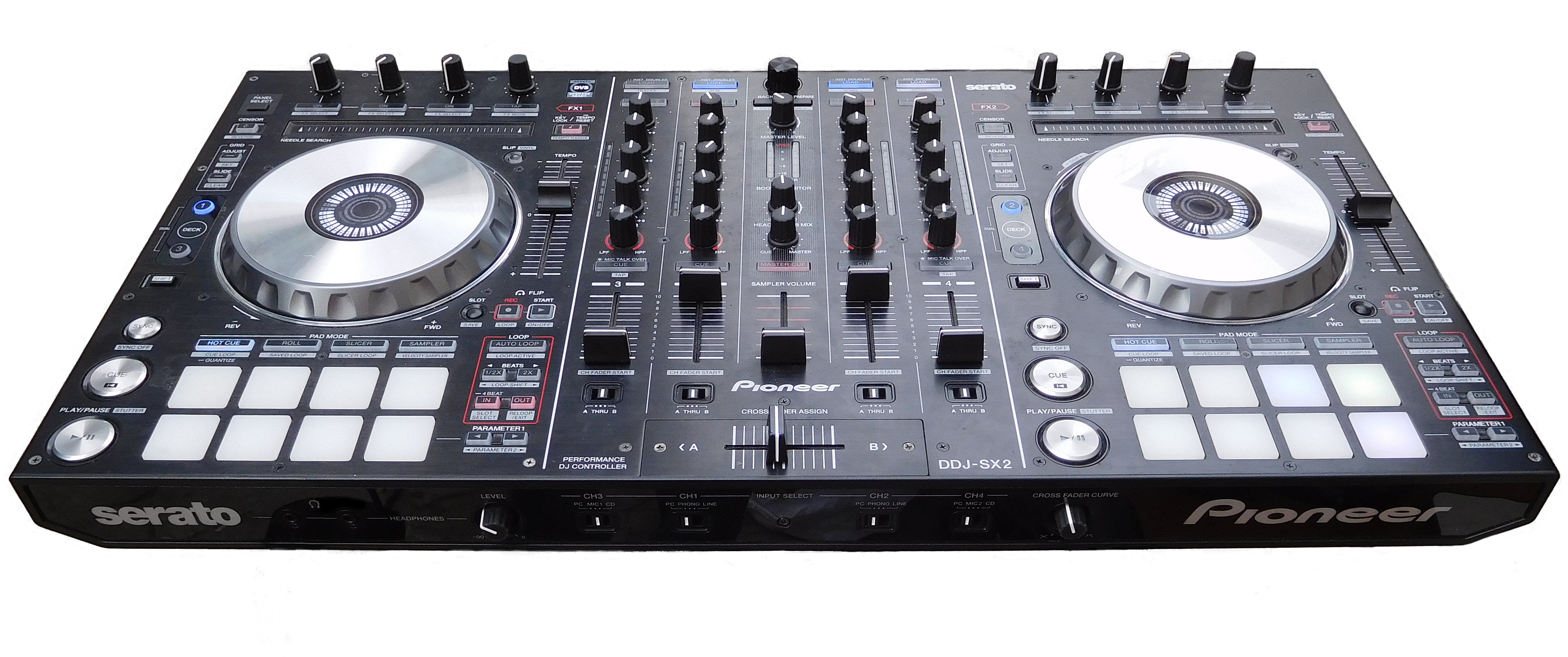
Controlador DJ DDJ-SX2, 2014

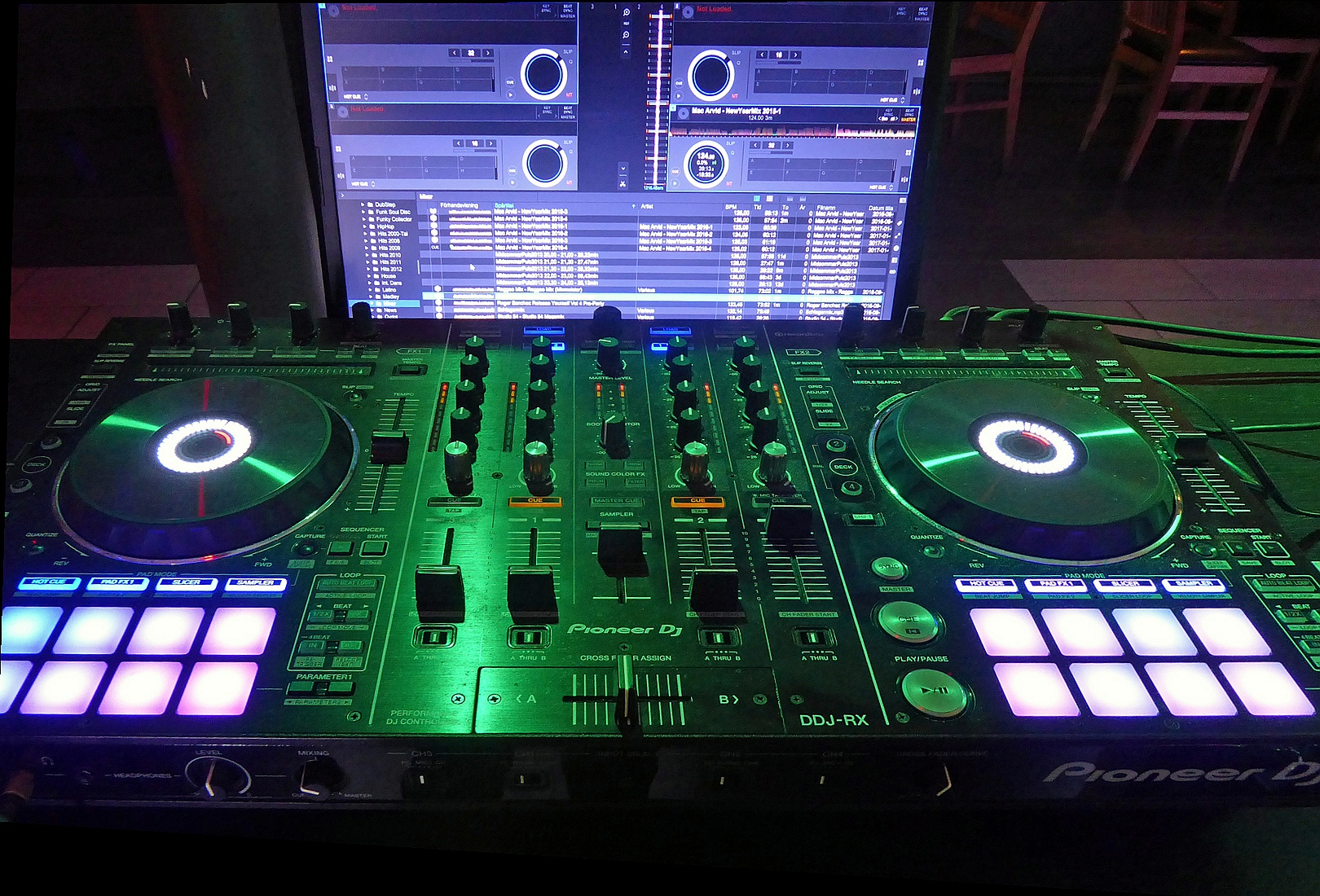
Controlador DJ DDJ-RX (lanzado 2015) con el software de mezcla Rekordbox (de Mixvibes), que viene incluido con muchos productos Pioneer, ejecutándose en una computadora

| Modelo      | Canales | Año  |
| ----------- | ------- | ---- |
| EFX-500     | 2       | 1996 |
| DDJ-ERGO    | 2       | 2011 |
| DDJ-S1      | 2       | 2011 |
| DDJ-T1      | 4       | 2011 |
| DDJ-SX      | 4       | 2012 |
| DDJ-WEGO    | 2       | 2012 |
| DDJ-SB      | 2       | 2013 |
| DDJ-SR      | 2       | 2013 |
| DDJ-SP1     | -       | 2013 |
| DDJ-WEGO2   | 2       | 2013 |
| DDJ-SX2     | 4       | 2014 |
| DDJ-SZ      | 4       | 2014 |
| DDJ-WEGO3   | 2       | 2014 |
| DDJ-RX      | 4       | 2015 |
| DDJ-RZ      | 4       | 2015 |
| DDJ-SB2     | 2       | 2015 |
| DDJ-RB      | 2       | 2016 |
| DDJ-RR      | 2       | 2016 |
| DDJ-RZX     | 4       | 2016 |
| DDJ-SZ2     | 4       | 2016 |
| DDJ-WEGO-4  | 2       | 2016 |
| DDJ-SR2     | 2       | 2017 |
| DDJ-XP1     | -       | 2017 |
| DDJ-1000    | 4       | 2018 |
| DDJ-400     | 2       | 2018 |
| DDJ-SB3     | 2       | 2018 |
| DDJ-SX3     | 4       | 2018 |
| DDJ-1000SRT | 4       | 2019 |
| DDJ-200     | 2       | 2019 |
| DDJ-800     | 2       | 2019 |
| DDJ-XP2     | -       | 2019 |
| DDJ-FLX6    | 4       | 2020 |
| DDJ-REV1    | 2       | 2022 |
| DDJ-REV7    | 2       | 2022 |
| DDJ-FLX4    | 2       | 2022 |
| DDJ-FLX6-GT | 4       | 2022 |
| DDJ-FLX10   | 4       | 2023 |
| DDJ-REV5    | 2       | 2023 |
| DDJ-GRV6    | 4       | 2024 |
| DDJ-FLX2    | 2       | 2024 |

## Sistemas DJ todo-en-uno
| Modelo    | Canales | Año  |
| --------- | ------- | ---- |
| XDJ-AERO  | 2       | 2012 |
| XDJ-R1    | 2       | 2013 |
| XDJ-RX    | 2       | 2015 |
| XDJ-RX2   | 2       | 2017 |
| XDJ-RR    | 2       | 2018 |
| XDJ-XZ    | 4       | 2019 |
| XDJ-RX3   | 2       | 2021 |
| OPUS-QUAD | 4       | 2023 |
| XDJ-AZ    | 4       | 2024 |

## Mesas de mezclas DJ
| Modelo               | Canales | Años |
| -------------------- | ------- | ---- |
| DJM-250              | 2       | 2012 |
| DJM-250MK2           | 2       | 2017 |
| DJM-300              | 2       | 1998 |
| DJM-300S             | 2       | 1998 |
| DJM-350              | 2       | 2010 |
| DJM-400              | 2       | 2006 |
| DJM-400 LIMITED      | 2       | 2006 |
| DJM-450              | 2       | 2016 |
| DJM-500              | 4       | 1995 |
| DJM-600              | 4       | 1998 |
| DJM-600S             | 4       | 2002 |
| DJM-700              | 4       | 2007 |
| DJM-707              | 2       | 2004 |
| DJM-750              | 4       | 2013 |
| DJM-750MK2           | 4       | 2017 |
| DJM-800              | 4       | 2006 |
| DJM-850              | 4       | 2012 |
| DJM-900NEXUS LIMITED | 4       | 2011 |
| DJM-900NXS           | 4       | 2011 |
| DJM-900NXS2          | 4       | 2016 |
| DJM-900SRT           | 4       | 2013 |
| DJM-909              | 2       | 2004 |
| DJM-1000             | 6       | 2005 |
| SVM-1000             | 4       | 2008 |
| DJM-2000             | 4       | 2010 |
| DJM-2000NXS          | 4       | 2012 |
| DJM-TOUR1            | 4       | 2016 |
| DJM-3000             | 4       | 2001 |
| DJM-5000             | 4       | 2009 |
| DJM-T1               | 2       | 2011 |
| DJM-S3               | 2       | 2017 |
| DJM-S9               | 2       | 2015 |
| DJM-S9-N             | 2       | 2015 |
| DJM-V10              | 6       | 2020 |
| DJM-S11              | 2       | 2020 |
| DJM-S7               | 2       | 2021 |
| DJM-S5               | 2       | 2022 |
| DJM-A9               | 4       | 2023 |